# Ловисько (Підкарпатське воєводство)
Ловисько (пол. Łowisko) — село в Польщі, у гміні Камень Ряшівського повіту Підкарпатського воєводства.
Населення — 1465 осіб (2011).
У 1975-1998 роках село належало до Ряшівського воєводства.

## Демографія
Демографічна структура станом на 31 березня 2011 року:
|          | Загалом | Допрацездатний вік | Працездатний вік | Постпрацездатний вік |
| -------- | ------- | ------------------ | ---------------- | -------------------- |
| Чоловіки | 739     | 186                | 483              | 70                   |
| Жінки    | 726     | 188                | 400              | 138                  |
| Разом    | 1465    | 374                | 883              | 208                  |